# Jacques Pramberg
Jacques Johan Gustaf Pramberg, född den 10 juli 1863 i Lund, död den 28 december 1957 i Stockholm, var en svensk ämbetsman.
Pramberg avlade examen till rättegångsverken vid Lunds universitet 1888. Han blev vice häradshövding 1891, notarie i generalpoststyrelsen 1898, sekreterare där 1905, tillförordnad byråchef 1909 och ordinarie 1911(–1930). Pramberg var auditör i Svea livgarde 1903–1908 och vid Positionsartilleriregementet 1908–1927. Han blev riddare av Vasaorden 1909 och av Nordstjärneorden 1913 samt kommendör av andra klassen av Vasaorden 1925. Pramberg vilar på Östra kyrkogården i Lund.